# Ipoh

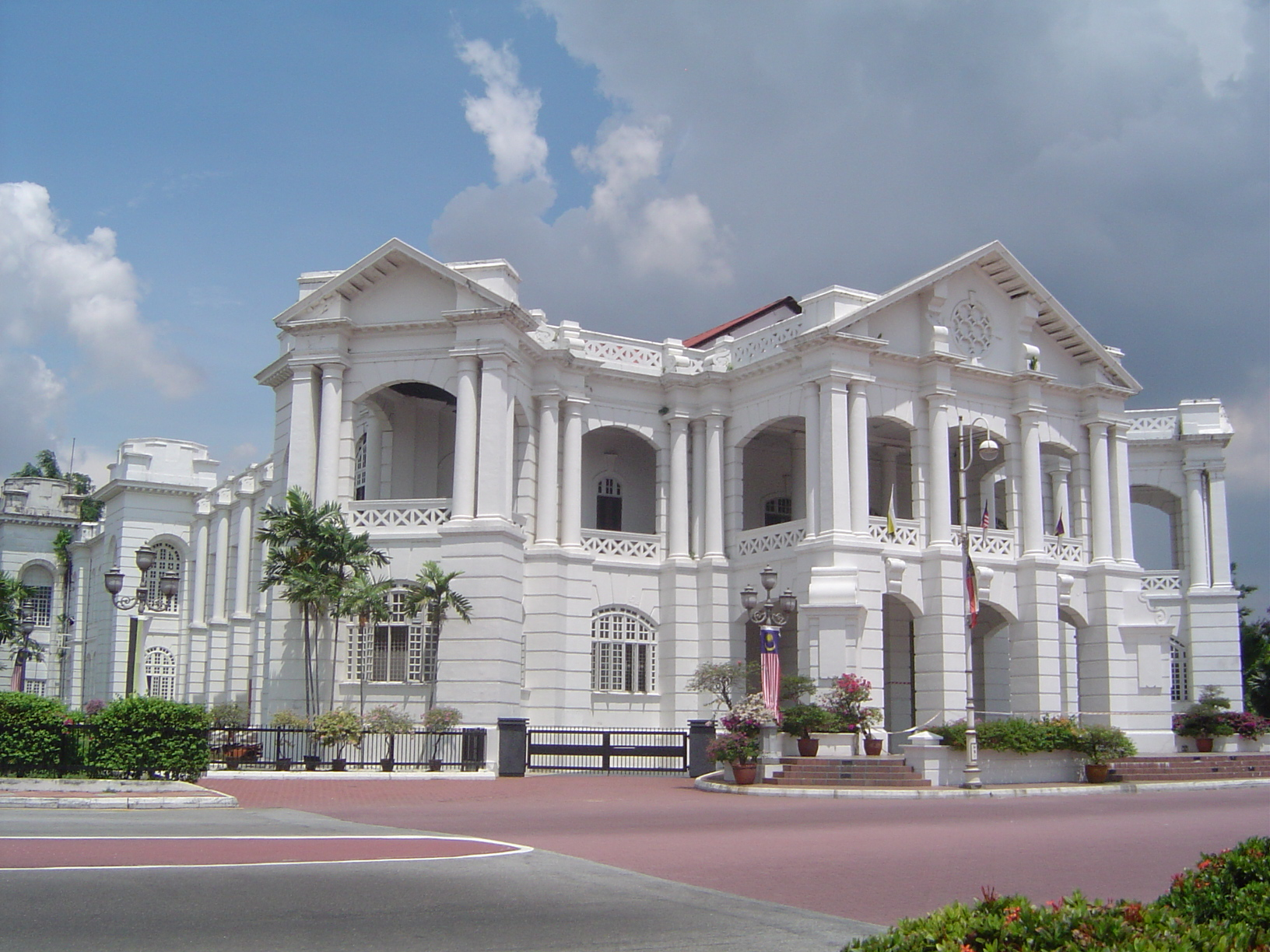
Ipoh – budynek obok starej stacji kolejowej

Ipoh – miasto w Malezji (stolica stanu Perak), w zachodniej części Półwyspu Malajskiego, nad rzeką Kinta.
857 225 mieszkańców (2023) – głównie Chińczyków. Główny ośrodek regionu górniczego Kinta (wydobycie cyny). Nazwa miasta pochodzi od lokalnego drzewa zwanego pokok ipoh.
Połączony jest linią kolejową z portem wywozowym cyny Telok Anson. Lotnisko. Politechnika (założona w 1965). Muzeum Geologiczne. W okolicy świątynie skalne Sam Poh Tong Cave z XIX wieku.
W pobliżu miasta znajduje się hydroelektrownia na rzece Perak. Symbolem miasta jest kwiat bugenwilli.

## Zabytki
- Stacja kolejowa – zbudowana w 1917 roku, w stylu łączącym elementy stylu wiktoriańskiego z mauretańskim i islamskim[2].
- Ratusz – zbudowany w stylu neoklasycznym, położony naprzeciw stacji kolejowej.
- Wieża zegarowa – zbudowana jako pomnik ku pamięci James Bircha[2], pierwszego przedstawiciela władz brytyjskich w stanie Perak, zamordowanego w 1875 roku.

## Miasta partnerskie[3]
- San Jose, Stany Zjednoczone
- Dallas, Stany Zjednoczone
- Fukuoka, Japonia
- Nanning, Chińska Republika Ludowa
- Kanton, Chińska Republika Ludowa
- Yogyakarta, Indonezja
- Bali, Indonezja
- Bandar Lampung, Indonezja